# Timsahmeer

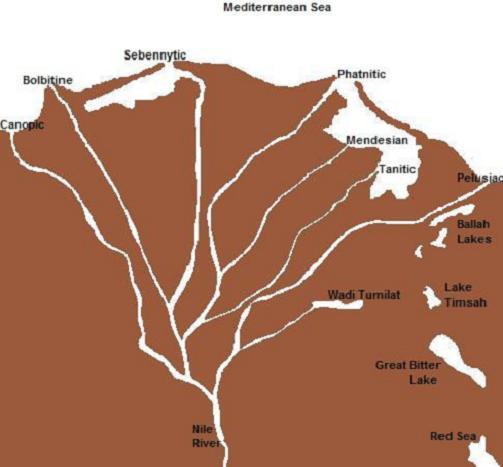
Nijldelta

Het Timsahmeer (Arabisch: بحيرة التمساح, Buḥairat at-Timsāḥ) ook wel bekend als Krokodillenmeer, is een meer in Egypte in de Nijldelta. 
Het Timsahmeer ligt tegenwoordig langs het Suezkanaal. Vóór de aanleg van het Suezkanaal was het meer een bekken in een landengte die gevuld was met brak water. Het lag toen tussen de Rode Zee en de Middellandse Zee. Sinds de bouw van het Suezkanaal, wordt het aan de ene zijde gevuld met zeewater uit het kanaal, aan de andere kant stroomt er zoet water in vanuit het Ismailiakanaal bij de stad Ismaïlia.